# Pseudothelphusa dugesi
El cangrejo de las barrancas (Pseudothelphusa dugesi) es un cangrejo de la familia Pseudothelphusidae del orden Decapoda, endémico del centro de México. Es un cangrejo pequeño de menos de 5 cm de color pardo. Se distribuye en el centro de México, desde Colima hasta Puebla. Vive en arroyos de barrancas en selvas secas. En México se considera en peligro de extinción por la Norma Oficial Mexicana 059 de SEMARNAT. Su principal amenaza es la pérdida de hábitat por urbanización y la contaminación de arroyos. 

## Clasificación y descripción de la especie
Cangrejo de agua dulce de la familia Pseudothelphusidae del orden Decapoda. Es un cangrejo pequeño de menos de 5 cm de color pardo.

## Distribución de la especie
Es una especie nativa y endémica de México que se distribuye en el centro de México. Se ha registrado desde Colima hasta Puebla en México.

## Hábitat
Vive en arroyos de barrancas en selvas secas.

## Estado de conservación
En México se considera en peligro de extinción por la Norma Oficial Mexicana 059 de SEMARNAT. Sus principales amenazas son la pérdida y deterioro de hábitat por urbanización y la contaminación de arroyos.